# Debreceni Vasutas Sport Club
El Debreceni Vasutas Sport Club és un club de futbol hongarès de la ciutat de Debrecen.

## Història

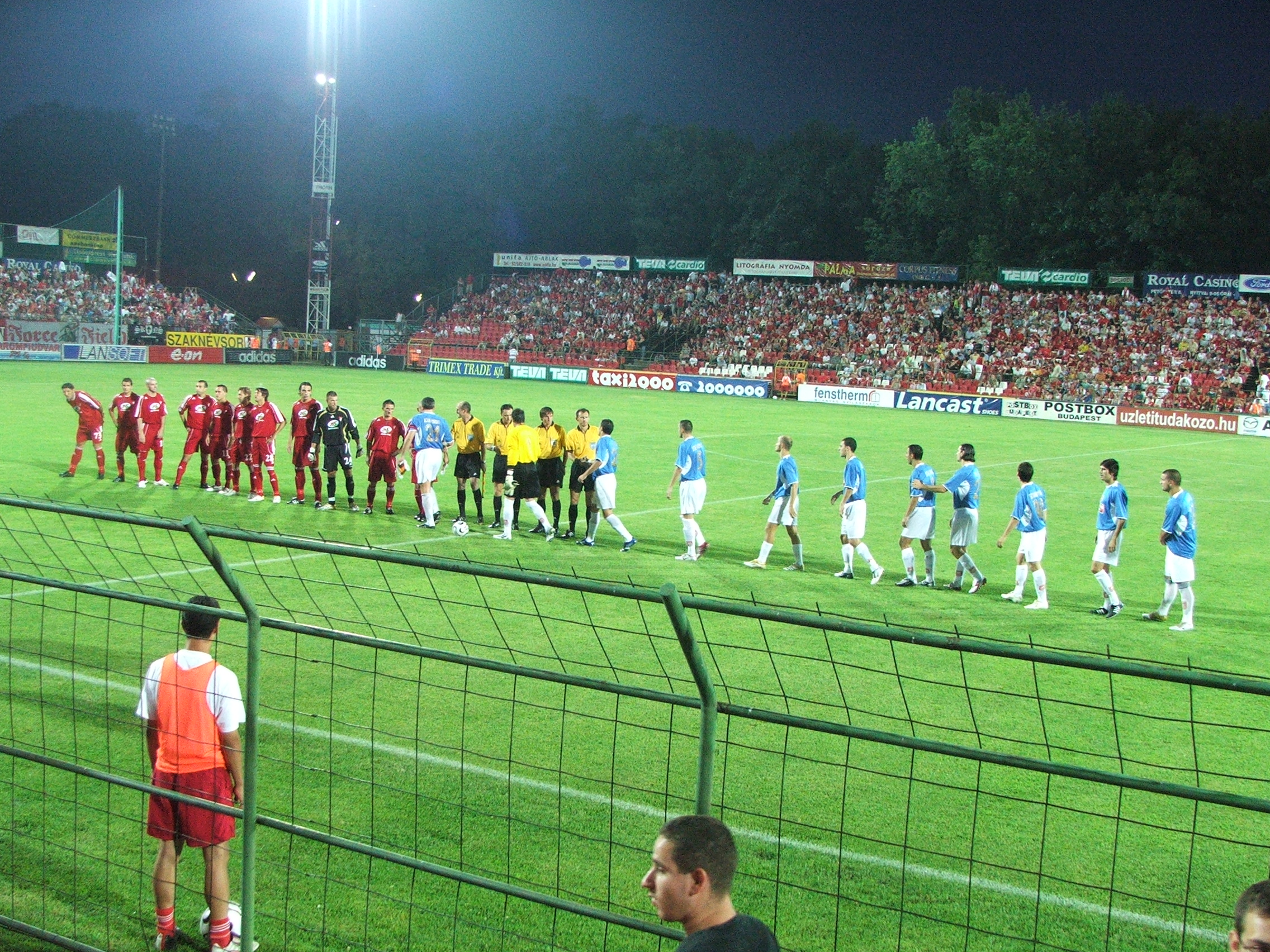
Partit de classificació de la Lliga de Campions de la UEFA contra el FK Rabotnički, el 2006

El club va ser fundat el 12 de març de 1902. L'àlies del club és Loki (Lokomotiv) i prové de la seva llarga relació amb els ferrocarrils.
El 1926 el professionalisme s'instaurà a Hongria, i el Bocskay FC va ser format amb jugadors del DVSC i dels seus rivals ciutadans DKASE i DTE, fet que deixà el Bocskay com a principal club de Debrecen durant 15 anys i deixant el DVSC a les categories inferiors. El 1940 el professionalisme s'abolí i el Bocskay sofrí un col·lapse financer. El DVSC retornà al primer nivell a la ciutat. Ascendí per primer cop a la primera divisió hongaresa el 1942-43.
Evolució del nom:
- 1902: Egyetértés Futball Club Debrecen
- 1912: Debreceni Vasutas Sport Club" (Club Esportiu dels Ferrocarrils de Debrecen)
- 1948: Debreceni Vasutas Sport Egyesület
- 1949: Debreceni Lokomotiv
- 1956: Debreceni Törekvés
- 1957: Debreceni Vasutas Sport Club"
- 1979: Fusió amb Debreceni MTE esdevenint Debreceni MVSC
- 1989: Debreceni Vasutas Sport Club"

## Palmarès
- Lliga hongaresa de futbol (5): 
  - 2004-05, 2005/06, 2006/07, 2008/09, 2009/10

- Copa hongaresa de futbol (3): 
  - 1999, 2001, 2008

- Copa de la Lliga hongaresa: 
  - 2009-10[1]

- Supercopa hongaresa de futbol (3): 
  - 2005, 2006, 2007

## Entrenadors destacats
- Gyula Lóránt
- Lajos Garamvölgyi
- Attila Supka
- Miroslav Beránek

## Futbolistes destacats
- Tamás Sándor
- Tibor Dombi
- Balázs Dzsudzsák
- Peter Halmosi
- Zsombor Kerekes
- Igor Bogdanovic
- László Éger
- Ibrahim Sidibe
- Radu Sabo
- Viktor Gracsov
- Sabin Ilie
- Liviu Goian
- Zoltán Böőr
- László Bodnár
- Sandro Tomić
- Ronald Habi
- Bojan Brnović
- Tibor Selymes